# D’Amico Bottecchia/Saison 2015
Dieser Artikel listet Erfolge und Fahrer des Radsportteams D’Amico Bottecchia in der Saison 2015 auf.

## Erfolge in der UCI Europe Tour
Bei den Rennen der UCI Europe Tour im Jahr 2015 gelangen dem Team nachstehende Erfolge.
| Datum    | Rennen                                            | Kat. | Fahrer      |
| -------- | ------------------------------------------------- | ---- | ----------- |
| 26. Juni | Albanische Meisterschaft – Einzelzeitfahren (U23) | CN   | Iltjan Nika |
| 28. Juni | Albanische Meisterschaft – Straßenrennen (U23)    | CN   | Iltjan Nika |

## Abgänge – Zugänge
| Zugänge            | Team 2014                    | Abgänge           | Team 2015                 |
| ------------------ | ---------------------------- | ----------------- | ------------------------- |
| Antonio Parrinello | Androni Giocattoli-Venezuela | Andrea Pasqualon  | Roth-Škoda                |
| Francesco Baldi    | Neoprofi                     | Giovanni Carboni  | Unieuro-Wilier-Trevigiani |
| Giorgio Bocchiola  | Neoprofi                     | Fabio Chinello    | Unieuro-Wilier-Trevigiani |
| Gabriele Campello  | Neoprofi                     | Simone Petilli    | Unieuro-Wilier-Trevigiani |
| Eduardo Estrada    | Neoprofi                     | Marco Tecchio     | Unieuro-Wilier-Trevigiani |
| Davide Leone       | Neoprofi                     | Charly Petelin    | Team Brilla               |
| Iltjan Nika        | Neoprofi                     | Gianluca Leonardi | Karriereende              |
| Nicola Poletti     | Neoprofi                     | Gianluca Mengardo | Unbekannt                 |
|                    |                              | Stefano Tonin     | Unbekannt                 |

## Mannschaft
| Name               | Geburtstag        | Nationalität |
| ------------------ | ----------------- | ------------ |
| Francesco Baldi    | 14. Februar 1996  | Italien      |
| Giorgio Bocchiola  | 22. Januar 1989   | Italien      |
| Adriano Brogi      | 22. Juli 1991     | Italien      |
| Gabriele Campello  | 18. November 1994 | Italien      |
| Thomas Capocchi    | 6. April 1993     | Italien      |
| Paolo Ciavatta     | 6. November 1984  | Italien      |
| Massimo Codol      | 27. Februar 1973  | Italien      |
| Eduardo Estrada    | 25. Januar 1995   | Kolumbien    |
| Silvio Giorni      | 19. Februar 1992  | Italien      |
| Davide Leone       | 8. Oktober 1996   | Italien      |
| Iltjan Nika        | 23. März 1995     | Albanien     |
| Antonio Parrinello | 2. Oktober 1988   | Italien      |
| Nicola Poletti     | 1. August 1994    | Italien      |